# Spectrol
Spectrol (Спектро́л) — бренд, принадлежащий торгово-промышленной ассоциации Delfin Group. Под маркой Spectrol выпускаются моторные и трансмиссионные масла, антифризы, тормозные жидкости, фильтры и некоторые другие средства автохимии и автокосметики.

## Описание
Под маркой Spectrol выпускается широкий ассортимент товаров на трёх производственных площадках, расположенных в США, России и Латвии. .

## История
В 1987 году Михаил Алексеевич Брыкин, совместно со своими бывшими сослуживцами по одному из оборонных НИИ, разработали и начали выпуск моторного масла. Это было первое в России частное производство в данном секторе промышленности. Само сырье поставлялось с Ярославского НПЗ, а необходимые присадки закупались в компании Chevron. Со временем основанный кооператив был преобразован в закрытое акционерное общество — Промышленная группа «Спектр-Авто». К середине 1990-х годов предприятие выпускало порядка 2,5-3 миллиона литров продукции в год и занимало около трети всего российского рынка моторного масла.
В начале 2000-х годов на рынок автомасел уже вышли как крупнейшие российские нефтяные компании (ТНК, Лукойл, Юкос), так и зарубежные (Mobil, Castrol, Shell и др.). В условиях нарастающей конкуренции в декабре 2005 года бренд Spectrol был продан Михаилом Брыкиным крупной международной компании Delfin Group, также специализирующейся на производстве автомобильных масел, автохимии и автокосметики.

С этого времени развитием продуктов под этой маркой занимается Delfin Group. Было налажено производство новых, ранее не выпускавшихся масел (в частности: 5W-20, 5W-30, 10W-30, 10W-40, 20W50; с API SM и SN).